# Michelle Magorian
Œuvres principales
- Goodnight Mister Tom (1981)
- Back Home (1984)
- A Little Love Song (1991)

Michelle Magorian (née le 6 novembre 1947) est une auteure britannique de livres pour enfants. Elle est surtout connue pour son premier roman Goodnight Mister Tom (en), qui a remporté le Guardian Children's Fiction Prize (en) en 1982 et a été adapté plusieurs fois à l'écran et au théâtre. Deux autres de ses ouvrages bien connus sont Back Home et A Little Love Song. L’auteure réside aujourd'hui à Petersfield, dans le Hampshire.

## Biographie
Michelle Magorian est née à Portsmouth, dans le Hampshire et est d'origine arménienne. Elle a vécu à Singapour et en Australie de l'âge de sept à neuf ans. Enfant, elle a passé le plus clair de son temps dans la ville de Los Angeles.
Son ambition a toujours été de devenir actrice. Après trois ans d'études au Rose Bruford College of Speech and Drama, elle passe deux ans à l'école Internationale de Mime de Marcel Marceau à Paris. Elle se lance alors dans une carrière d'actrice professionnelle et passe quelques années à parcourir tout le pays - de l'Écosse au Devon puis au Yorkshire - en travaillant dans des compagnies de répertoire et en jouant tous les rôles pour lesquels elle est acceptée. Le pire rôle que Michelle ait incarné est celui d'Orinoco, dans la comédie musicale The Wombles. Pendant tout ce temps, elle écrivait secrètement des histoires. À 24 ans, elle s'est intéressée aux livres pour enfants et a décidé d'écrire son propre livre.
Le résultat de son travail est Goodnight Mister Tom. L'idée du livre est venue des couleurs d'une chanson de Joseph and the Amazing Technicolor Dreamcoat. Elle a associé le brun à une couleur terreuse et ancienne et le vert à une couleur liée à la jeunesse. Le personnage de William Beech lui est venu à l'esprit parce qu'elle a pensé à un hêtre au tronc mince et que cela lui a donné l'idée d'un jeune garçon mince. Certains détails de l'histoire ont été tirés des récits de sa mère sur l'époque où elle était infirmière pendant la Seconde Guerre mondiale. Il lui a fallu quatre ans et demi pour terminer son livre, car elle jouait également dans des pièces de théâtre. Après l'avoir terminé, elle s'est inscrite à un cours d'écriture de roman à City Lit, où elle a partagé son livre. Il a été publié par Kestrel Books en 1981 et a rapidement connu un succès international. Magorian a remporté le prix annuel Guardian Children's Fiction Prize, une récompense unique jugée par un panel d'écrivains britanniques pour enfants. Elle a également été citée pour la médaille Carnegie de la Library Association, qui récompense le meilleur livre pour enfants de l'année écrit par un sujet britannique. En outre, elle a remporté le prix International Reading Association Children's Book Award. Le livre a été adapté et diffusé en 1998 en un film du même nom par la chaîne de télévision britannique ITV ; en plus d'être également adapté en comédie musicale.
Magorian a suivi Goodnight Mister Tom avec Back Home (1984), une autre histoire d'un enfant évacué pendant la Seconde Guerre mondiale. Alors que Mister Tom mettait en scène un garçon londonien vivant dans la campagne anglaise pendant la guerre, Back Home mettait en scène une jeune fille qui se battait pour rentrer chez elle en Grande-Bretagne, après avoir passé cinq ans dans une famille aux États-Unis.